# (34320) 2000 QU195
2000 QU195 (asteroide 34320) é um asteroide da cintura principal. Possui uma excentricidade de 0.12854460 e uma inclinação de 5.40783º.
Este asteroide foi descoberto no dia 26 de agosto de 2000 por LINEAR em Socorro.